# Thomas Krol
Thomas Krol (Deventer, 16 agosto 1992) è un pattinatore di velocità su ghiaccio olandese.

## Biografia
Intrattiene una relazione sentimentale con la pattinatrice a rotelle Ramona Westerhuis, che ha rappresentato i Paesi Bassi nel pattinaggio di velocità a rotelle ai World Roller Games di Barcellona 2019.
Si è formato presso l'Università di Amsterdam nei Paesi Bassi. Studia per diventare pilota. Ha iniziato a praticare il pattinaggio su ghiaccio nel 2006, all'età di 14 anni. La sua squadra di club è il Team Jumbo-Visma, dove è allenato da Jac Orie.
Ha rappresentato i Paesi Bassi ai Giochi olimpici invernali di Pechino 2022 vincendo la medaglia d'oro nei 1000 m e l'argento nei 1500 m.
La sua città natale, Deventer, lo ha nominato atleta maschile dell'anno 2016 e lo ha inserito nella propria Hall of Fame nel 2019.

## Palmarès

### Olimpiadi
- 2 medaglie:
  - 1 oro (1000 m a Pechino 2022)
  - 1 argento (1500 m a Pechino 2022)

### Mondiali distanza singola
- 8 medaglie:
  - 3 ori (1500 m a Inzell 2019; sprint a squadre a Salt Lake City 2020; 1500 m a Heerenveen 2021);
  - 3 argenti (1000 m a Inzell 2019; 1500 m a Salt Lake City 2020; 1000 m a Heerenveen 2023);
  - 2 bronzi (1500 m a Kolomna 2016; 1500 m a Heerenveen 2023).

### Europei
- 3 medaglie:
  - 1 oro (1500 m a Heerenven 2020);
  - 2 argenti (1500 m a Kolomna 2018; 1000 m a Heerenven 2020).

### Coppa del Mondo
- Miglior piazzamento nella Grand World Cup: 7º nel 2018.
- Vincitore della Coppa del Mondo 1000 m nel 2020.
- Miglior piazzamento nella Coppa del Mondo 1500 m: 3º nel 2018 e nel 2020.
- 16 podi (tutti individuali):
  - 4 vittorie;
  - 3 secondi posti;
  - 9 terzi posti.

### Mondiali juniores
- 4 medaglie:
  - 1 oro (inseguimento a squadre a Seinäjoki 2011);
  - 2 argenti (1500 m e classifica generale a Obihiro 2012);
  - 1 bronzo (inseguimento a squadre a Obihiro 2012).